# Kazumi Takada
Kazumi Takada (28 iunie 1951 - 1 octombrie 2009) a fost un fotbalist japonez.

## Statistici
| Japonia | Japonia | Japonia |
| An      | Meciuri | Goluri  |
| ------- | ------- | ------- |
| 1970    | 4       | 0       |
| 1971    | 0       | 0       |
| 1972    | 5       | 0       |
| 1973    | 3       | 0       |
| 1974    | 0       | 0       |
| 1975    | 4       | 0       |
| Total   | 16      | 0       |